# Инициатива коммунистических и рабочих партий
Инициатива коммунистических и рабочих партий (ИНИЦИАТИВА) — это европейская марксистско-ленинская политическая группа. Инициатива объединяет 30 партий со всего Европейского союза. Коммунистическая партия Греции была главным основателем Инициативы. Целью Инициативы является "содействие исследованию и изучению вопросов, касающихся Европы, особенно ЕС, политической линии, которая проводится в его рамках и влияет на жизнь рабочих, а также содействовать разработке совместных позиции сторон и координация их солидарности и других видов деятельности".
Группа прекратила свою деятельность в сентябре 2023 года в результате идеологических противоречий, возникших внутри Инициативы, на почве оценки войны в Украине.

## Партии-члены Инициативы
Список участников на момент прекращения деятельности Инициативы
| Страна             | Партия | Результаты выборов                 | Места в парламентах | Места в европарламентах |
| ------------------ | --- | ---------------------------------- | ------------------- | ----------------------- |
| Австрия            | Партия Труда Австрии (PdA, Partei der Arbeit Österreichs)                                                                | Не участвовала                     | 0 из 183            |                         |
| Белоруссия         | Белорусская коммунистическая партия трудящихся (BKPT, Беларуская камуністычная партыя працоўных)                         | Не участвовала                     | 0 из 110            | Не член ЕС              |
| Болгария           | Партия болгарских коммунистов (PBK, Partiya na Bulgarskite Komunisti)                                                    | Не участвовала                     | 0 из 240            |                         |
| Болгария           | Союз коммунистов в Болгарии (SKB, Sayuz na Komunistite v Balgariya)                                                      | Не участвовала                     | 0 из 240            |                         |
| Хорватия           | Социалистическая рабочая партия Хорватии (SRP, Socijalistička radnička partija Hrvatske)                                 | 2,149 (0.13 %)                     | 0 из 151            |                         |
| Дания              | Коммунистическая партия в Дании (KPiD, Kommunistisk Parti i Danmark)                                                     | Не участвовала                     | 0 из 175            |                         |
| Финляндия          | Коммунистическая рабочая партия - За мир и социализм (KTP, Kommunistinen Työväenpuolue – Rauhan ja Sosialismin Puolesta) | 1,240 (0.04 %)                     | 0 из 200            |                         |
| Франция            | Коммунистическая революционная партия Франции (PCRF, Parti communiste révolutionnaire de France)                         | 259 (0.00 %)                       | 0 из 577            |                         |
| Франция            | Центр коммунистического возрождения во Франции (PRCF, Pôle de renaissance communiste en France)                          | Не участвовала                     | 0 из 577            |                         |
| Грузия             | Единая коммунистическая партия Грузии (SEKP, Sakartvelos Ertiani Komunisturi Partia)                                     | Не участвовала                     | 0 из 150            | Не член ЕС              |
| Греция             | Коммунистическая партия Греции (KKE, Kommounistikó Kómma Elládas)                                                        | 299,592 (5.30 %)                   | 15 из 300           | 2 из 21                 |
| Ирландия           | Рабочая партия Ирландии (Páirtí na nOibrithe)                                                                            | 1,195 (0,1 %) (Ирландия)           | 0 из 160            |                         |
| Ирландия           | Рабочая партия Ирландии (Páirtí na nOibrithe)                                                                            | 1,261 (0.16 %) (Северная Ирландия) | 0 из 90             |                         |
| Латвия             | Социалистическая партия Латвии (LSP, Latvijas Sociālistīskā partija)                                                     | Совместно с Центром согласия       | 1 из 100            |                         |
| Литва              | Социалистический народный фронт (SPF, Socialistinis liaudies frontas)                                                    | Не участвовала                     | 0 из 141            |                         |
| Северная Македония | Коммунистическая партия Македонии (KPM, Комунистичката партија на Македонија)                                            | Не участвовала                     | 0 из 120            |                         |
| Мальта             | Коммунистическая партия Мальты (PK, Partit Komunista Malti)                                                              | Не участвовала                     | 0 из 67             |                         |
| Норвегия           | Коммунистическая партия Норвегии (NKP, Norges Kommunistiske Parti)                                                       | 309 (0.01 %)                       | 0 из 169            | Не член ЕС              |
| Польша             | Коммунистическая партия Польши (KPP, Komunistyczna Partia Polski (2002))                                                 | Совместно с Левые                  | 0 из 460            |                         |
| Россия             | Коммунистическая партия Советского Союза (КПСС)                                                                          | Не участвовали                     | 0 из 450            | Не член ЕС              |
| Россия             | Российская коммунистическая рабочая партия (РКРП)                                                                        | Не участвовали                     | 0 из 450            | Не член ЕС              |
| Сербия             | Новая коммунистическая партия Югославии (NKPJ, Nova komunistička partija Jugoslavije)                                    | Не участвовала                     | 0 из 250            | Не член ЕС              |
| Словакия           | Коммунистическая партия Словакии (KSS, Komunistická strana Slovenska)                                                    | Не участвовала                     | 0 из 150            |                         |
| Швеция             | Коммунистическая партия Швеции (SKP, Sveriges Kommunistiska Parti (1995))                                                | 702 (0.01 %)                       | 0 из 349            |                         |
| Турция             | Коммунистическая партия Турции (TKP, Türkiye Komünist Partisi (2001))                                                    | Не участвовала                     | 0 из 600            | Не член ЕС              |
| Украина            | Союз коммунистов Украины (SKU, Союз комуністів України)                                                                  | Не участвовала                     | 0 из 450            | Не член ЕС              |
| Великобритания     | Новая коммунистическая партия Британии (NCP, New Communist Party of Britain)                                             | Не участвовала                     | 0 из 650            | Не член ЕС              |

### Бывшие партии-члены Инициативы
| Страна  | Партия                                                                                     | Примечание |
| ------- | ------------------------------------------------------------------------------------------ | --- |
| Чехия   | Коммунистическая партия Чехии и Моравии (KSČM, Komunistická strana Čech a Moravy)          | [ 5 ] |
| Турция  | Коммунистическая партия (KP, Komünist Parti)                                               | После раскола в Коммунистической партии Турции 2014 года, была членом в Инициативе до воссоединения КПТ в 2017 году. |
| Испания | Коммунистическая партия народов Испании (PCPE, Partido Comunista de los Pueblos de España) | После раскола в партии в 2019 году, Коммунистическая партия трудящихся Испании сменила КПНИ в Инициативе             |
| Италия  | Коммунистическая партия (PC, Partito Comunista)                                            | Совместно вышли незадолго до роспуска Инициативы                                                                     |
| Венгрия | Венгерская рабочая партия (Magyar Munkáspárt)                                              | Совместно вышли незадолго до роспуска Инициативы                                                                     |

## Прекращение деятельности
В сентябре 2023 года прошла онлайн-конференция, на которой была проанализирована деятельность Инициативы за 10 лет. Деятельность группы по координации коммунистического движения с 2013 по 2022 годы была оценена положительно. Однако так же была отмечена идеологическая разница в оценке войны на Украине. Из-за серьёзных расхождений мнений среди участников, было принято решение, что Инициатива более продолжать деятельность не может.
По заявлению Центра коммунистического возрождения во Франции, вопрос о закрытии Инициативы не был вынесен на голосование и принят в греческим руководством во время онлайн-конференции в одностороннем порядке.
В ноябре 2023 года в Афинах 12 партий, преимущественно бывших участников Инициативы, включая Компартию Греции, основали новую международную организацию «Европейское коммунистическое действие» (англ. European Communist Action).